# Chiesa di Sant'Egidio (Argentonnay)
La chiesa di Sant'Egidio (Saint Gilles in lingua francese) è un edificio religioso cattolico ad Argenton-les-Vallées (oggi Argentonnay) nel dipartimento di Deux-Sèvres.
Edificio di stile romanico, è classificato  Monumento storico dal 1907. Una delle sue vetrate è stata realizzata da Albert Pineau.

## Bibliografia

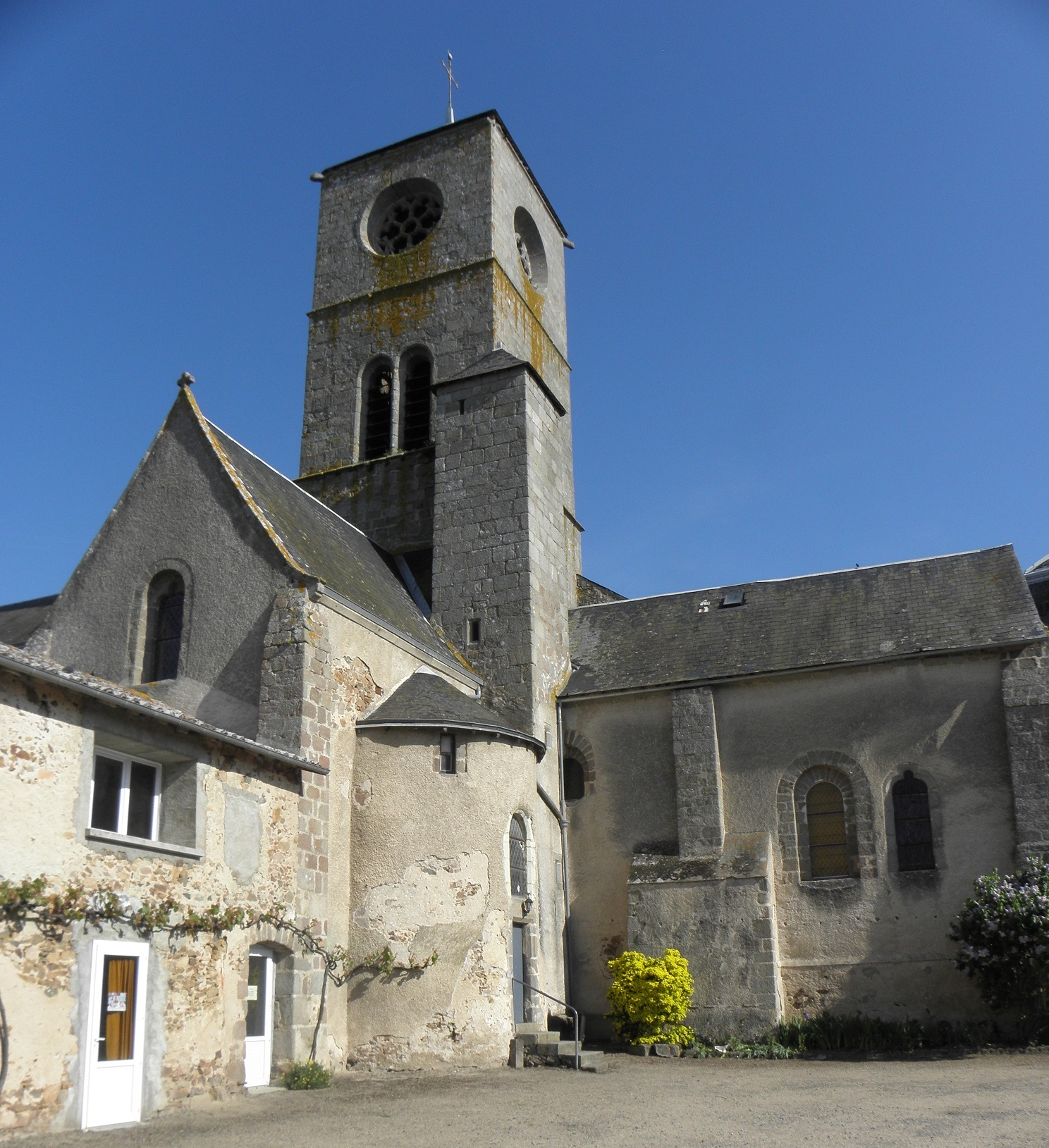
Esterno della chiesa: Crociera e lato meridionale del coro